# Gotō Sumiharu
Gotō Sumiharu (五島 純玄?   fallecido en 1595) fue un daimyō del período Azuchi-Momoyama de la historia de Japón.
Sumiharu fue el hijo mayor de Uku Sumitaka y a la edad de veinte años tomó el liderazgo del clan. contrajo nupcias con una hija adoptiva de Matsura Shigenobu. Aunque originalmente su apellido era Uku tal como su padre, decidió cambiarlo a Gotō posteriormente. 
En 1587 se convirtió en vasallo de Toyotomi Hideyoshi, por lo que estuvo presente durante las invasiones japonesas a Corea bajo el mando de Konishi Yukinaga. En 1595 contrajo viruela, por lo que tuvo que abandonar el campo de batalla. Dicha enfermedad le causó la muerte al poco tiempo. 
Su hijo, Gotō Harumasa tomó el liderazgo del clan a su muerte.